# Saad Khamis
Saad Khamis (Arabic:سعد خميس) (sinh ngày 15 tháng 2 năm 1995) là một cầu thủ bóng đá người Các Tiểu vương quốc Ả Rập Thống nhất. Hiện tại anh thi đấu cho Hatta mượn từ Shabab Al-Ahli.